# Flotación de aire disuelto

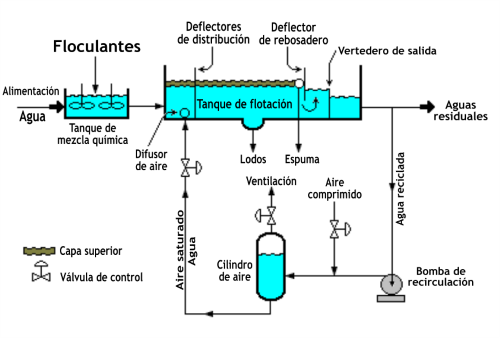
Flotación por aire disuelto

La flotación de aire disuelto (DAF por sus siglas en inglés) es un tratamiento de aguas o proceso que clarifica aguas residuales (u otras aguas) mediante la remoción de materia suspendida  como aceites o sólidos. La eliminación se logra disolviendo aire a presión en el agua o las aguas residuales y luego liberando el aire a presión atmosférica en tanques de flotación o piletas. La liberación de aire forma pequeñas burbujas que se adhieren a la materia suspendida y la hacen flotar en la superficie del agua donde serán removidas por un dispositivo de desnatado.
La flotación de aire disuelto es muy utilizado en tratamiento industrial de efluentes de  refinerías de petróleo, petroquímicas y plantas químicas, planta de procesamiento del gas natural, plantas de celulosa, plantas de tratamiento general de agua e instalaciones industriales similares. Un proceso muy similar es el llamado Flotación con gas inducido que también es usado para el tratamiento de aguas. La flotación frontal es comúnmente usada en procesos de procesamientos de minerales como oros.
En la industria petrolera, la flotación de gas disuelto (DGF) no usa unidades de aire como medio de flotación debido al riesgo de explosiones. El gas natural utilizado para crear las burbujas.